# 圣皮埃尔多贝济
圣皮埃尔多贝济（法語：Saint-Pierre-d'Aubézies，法語發音：[sɛ̃ pjɛʁ dobezi]）是法国热尔省的一个市镇，属于欧什区。

## 地理
圣皮埃尔多贝济（43°38'36"N, 0°9'58"E）面积8.42 平方千米，位于法国奧克西塔尼大區热尔省，该省份为法国西南部内陆省份，北起顺时针与洛特-加龙省、塔恩-加龙省、上加龙省、上比利牛斯省、大西洋比利牛斯省和朗德省接壤。
与圣皮埃尔多贝济接壤的市镇（或旧市镇、城区）包括：卡斯泰尔纳韦、库卢梅蒙代巴、吕皮亚克、大佩吕斯、旧佩吕斯。

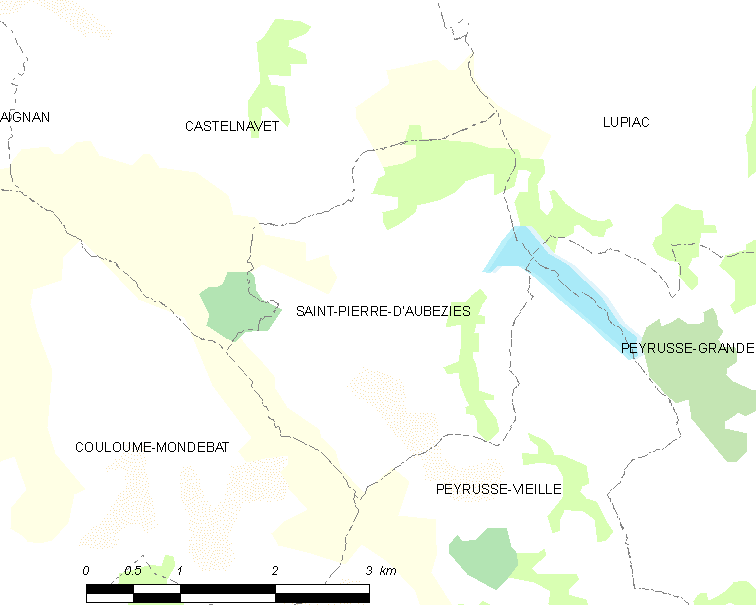
圣皮埃尔多贝济的OSM定位图

圣皮埃尔多贝济的时区为UTC+01:00、UTC+02:00（夏令时）。

## 行政
圣皮埃尔多贝济的邮政编码为32290，INSEE市镇编码为32403。

## 政治
圣皮埃尔多贝济所属的省级选区为弗藏萨克县。

## 人口

1962-2008年间圣皮埃尔多贝济人口变化图示

圣皮埃尔多贝济于2022年1月1日时的人口数量为59人。